# James Conlin
James Conlin (ur. 6 lipca 1881, zm. 23 czerwca 1917) – angielski piłkarz, który występował na pozycji pomocnika.

## Kariera klubowa
Po występach w szkockich zespołach, między innymi w Falkirk i Albion Rovers, w kwietniu 1904 został zawodnikiem Bradford City. Był pierwszym w historii tego klubu piłkarzem, który został usunięty z boiska. W lipcu 1906 przeszedł do Manchesteru City za 1000 funtów. W sumie w City, biorąc pod uwagę rozgrywki ligowe i pucharowe, wystąpił w 175 meczach i zdobył 30 bramek.
We wrześniu 1911 odszedł do Birmingham, zaś w lipcu 1912 do Airdrieonians, gdzie został ukarany karą w wysokości 210 funtów za niestawienie się na meczu. Ostatecznie w kwietniu 1913 został wystawiony przez klub na listę transferową. W sezonie 1913–1914 grał w Broxburn United.
Podczas I wojny światowej służył w piechocie Armii Brytyjskiej. Zginął 23 czerwca 1917 we Flandrii w Belgii.

## Kariera reprezentacyjna
Conlin zaliczył jeden występ w kadrze narodowej, 7 kwietnia 1906 w meczu przeciwko Szkocji.
| #  | Data            | Miejsce      | Mecz             | Wynik | Bramki | Rozgrywki                 |
| -- | --------------- | ------------ | ---------------- | ----- | ------ | ------------------------- |
| 1. | 7 kwietnia 1906 | Hampden Park | Szkocja – Anglia | 2:1   |        | British Home Championship |